# Арнолд Ремлинген
Арнолд Александрович фон Ремлинген (на руски: Арнольд Александрович фон Ремлинген) е руски офицер, генерал-майор. Участник в Руско-турската война (1877 – 1878). Командир на рота в Българското опълчение. Български офицер. Министър на вътрешните работи на Княжество България.

## Биография
Арнолд Ремлинген е роден на 13 декември 1841 г. в семейство на потомствен дворянин от шведски произход. Посвещава се на военното поприще. Завършва Владимирско-киевски кадетски корпус и Николаевската военна академия на Генерален щаб на Руската армия по 1-ви разряд. В периода 26 ноември 1863 г. – 1 януари 1867 г. е на гражданска служба.
Участва в Руско-турската война (1877 – 1878). Командир на рота от Българското опълчение. Участва в августовските боеве на Шипка.
След края на войната остава в България. След въвеждането на Режима на пълномощията през 1881 г. е извънреден комисар по провеждането на манипулираните избори за Второ велико народно събрание, а по-късно през същата година изпълнява функциите на министър на вътрешните работи.
Иван Вазов се възмущава от неговите деяния по това време (1881) и го критикува смело в своето стихотворение "Ремлинген":
Конституцията души
Ремлинген-герой
и във пазвите си муши

левове без брой.
Началник на Военното училище в София (1882 – 1884). След Съединението на Княжество България и Източна Румелия на 6 септември 1885 г. напуска страната заедно с останалите руски офицери.

## Военни звания
- Постъпва на служба (7 ноември 1859)
- Подпоручик (18 януари 1862)
- Поручик (2 април 1871)
- Щабскапитан (27 май 1875)
- Капитан от генералния щаб (30 август 1877)
- Подполковник (12 април 1881)
- Полковник за отличие (30 август 1883)
- Генерал-майор за отличие (6 декември 1897)

## Заемани длъжности
- Адютант в щаба на 10-а пехотна дивизия (20 юли 1875 – 3 април 1876)
- Старши адютант в щаба на 2-ра Гренадирска дивизия (3 април 1876 – 4 ноември 1876)
- Офицер за поръчки в щаба на 12-и армейски корпус (4 ноември 1876 – 11 март 1877)
- Щаб на 6-и армейски корпус (11 март 1877 – 6 април 1877)
- Старши адютант в щаба на 12-и армейски корпус (6 април 1877 – 7 май 1878)
- Офицер за поръчки в щаба на 12-и армейски корпус (7 май 1878 – 18 ноември 1879)
- Щаб на 6-и армейски корпус (9 август 1880 – 7 декември 1880)
- Министър на вътрешните работи на България (13 юли 1881 – 12 януари 1882)
- Началник на Военното училище в София (12 януари 1882 – 19 март 1884)
- Началник на щаба на 41-ва пехотна дивизия (30 март 1884 – 3 март 1894)
- Командир на 104-ти Устюжки пехотен полк на генерал княз Багратион (3 март 1894 – 23 декември 1896)
- Помощник на началника на щаба на Туркестанския военен окръг (23 декември 1896 – 29 юли 1899)
- Командир на 2-ра бригада от 36-а пехотна дивизия (от 29 юли 1899)

## Кампании
- Полско въстание (1863 – 1864)
- Руско-турска война (1877 – 1878)

## Награди

### Руски награди
- Орден „Свети Станислав“ III степен (1867)
- Орден „Света Анна“ III степен с мечове и лента (1877)
- Орден „Свети Станислав“ I степен с мечове (1877)
- Орден „Свети Владимир“ IV степен с мечове и лента (1878)
- Орден „Света Анна“ II степен (1881)
- Орден „Свети Владимир“ III степен (1887)

### Чуждестранни награди
- Български орден „Св. Александър“ IV степен (1883)
- Български орден „Св. Александър“ III степен (1884)